# Philipp Zeller
Philipp Zeller (Monaco di Baviera, 23 marzo 1983) è un hockeista su prato tedesco.

## Palmarès

### Olimpiadi
- 2 medaglie:
  - 2 ori (Pechino 2008; Londra 2012)

### Mondiali
- 1 medaglia:
  - 1 oro (Mönchengladbach 2006)

### Champions Trophy
- - 1 medaglia:
  - 1 argento (Terrassa 2006)

### Europei
- 2 medaglie:
  - 2 ori (Barcellona 2003; Mönchengladbach 2011)